# Gelatinocrinis roseus
Gelatinocrinis roseus är en svampart som beskrevs av Matsush. 1995. Gelatinocrinis roseus ingår i släktet Gelatinocrinis, divisionen sporsäcksvampar och riket svampar.   Inga underarter finns listade i Catalogue of Life.